# Feliks Jan Pac
Feliks Jan Pac herbu Gozdawa (ur. po 1615 w Wilnie, zm. przed 2 lutego 1702) – podkomorzy litewski w latach 1646–1698, stolnik litewski w 1645 roku, cześnik litewski w 1643 roku, starosta brasławski, dowgialiski i dziśnieński w 1648 roku.
Syn Piotra, podskarbiego nadwornego i wojewody trockiego, oraz Elżbiety Szemiotówny, córki Wacława Szemiota, podkomorzego żmudzkiego, kasztelana połockiego. Brat: Bonifacego Teofila, Kazimierza, biskupa żmudzkiego i Michała Kazimierza, hetmana wielkiego litewskiego.
Trzykrotnie wchodził w związki małżeńskie. Żony: Anna Konstancja Zawiszanka, córka Krzysztofa Zawiszy, kasztelana wileńskiego, ślub 5 VI 1651, zm. 1652; Elżbieta Schmeling, zm. bezpotomnie 1655 oraz Anna Joanna Silberg zu Wischling, ślub 1658, zm. 1692. Z pierwszego małżeństwa miał córkę Krystynę, z trzeciego – dwie córki Sybillę i Annę, obie wstąpiły do benedyktynek mających klasztor przy kościele św. Katarzyny w Wilnie. Sybilla w 1704 r. została wybrana na ksienię.
Został dworzaninem królewskim w 1639 roku, następnie cześnikiem litewskim 1643, stolnikiem litewskim 1645. Poseł na sejm 1645 roku, sejm 1646 roku.
W 1648 roku był elektorem Jana II Kazimierza Wazy z województwa wileńskiego. Poseł na sejm koronacyjny 1649 roku z powiatu grodzieńskiego.
17 października 1655 roku złożył przysięgę na wierność carowi Aleksemu Michajłowiczowi. Poseł sejmiku brasławskiego na sejm 1661 roku. Poseł sejmiku brasławskiego na sejm 1678/1679 roku. Poseł sejmiku brasławskiego na sejm zwyczajny 1661 roku.